# Mark Viduka
Mark Anthony Viduka (* 9. října 1975 Melbourne) je bývalý australský fotbalový útočník a reprezentant s chorvatskými kořeny. Jako kapitán vedl národní mužstvo Austrálie na Mistrovství světa 2006 v Německu. V roce 2000 získal ve Skotsku ocenění pro nejlepšího hráče dle hráčské asociace SPFA (Scottish Professional Footballers' Association).

## Klubová kariéra
Viduka začínal v australském klubu Melbourne Knights FC, poté se v 19 letech přesunul do Dinama Záhřeb. Zde zůstal tři a půl roku a za tu dobu získal s Dinamem tři doubly (vítězství v lize i v národním poháru). Zahrál si s ním i Pohár UEFA a Ligu mistrů. V prosinci roku 1998 ho za 3,5 miliónů liber vykoupil skotský Celtic. Zde se stal další sezónu nejlepším střelcem s 25 góly na kontě a v byl zvolen hráčem roku podle hráčské asociace. Poté, co s Celtikem získal titul v roce 2000, se za 6 miliónů liber stěhoval do Leedsu. Zde si v každé ze 4 sezón, které zde strávil, připsal nejméně 11 ligových branek. Poté následovalo tříleté působení v Middlesbrough a již méně úspěšné v Newcastlu. Kariéru ukončil v létě roku 2009.

## Reprezentační kariéra
V A-mužstvu Austrálie přezdívaném Socceroos debutoval v roce 1994.

Australský národní tým vedl jako kapitán při historicky první účasti na Mistrovství světa ve fotbale 2006 v Německu, kde Austrálie vypadla v osmifinále.